# Cymatura strandi
Cymatura strandi es una especie de escarabajo longicornio del género Cymatura, tribu Xylorhizini, subfamilia Lamiinae. Fue descrita científicamente por Breuning en 1935.
La especie se mantiene activa durante los meses de enero, febrero, abril, junio y octubre.

## Descripción
Mide 21-19 milímetros de longitud.

## Distribución
Se distribuye por Camerún, Costa de Marfil, República Centroafricana y Sierra Leona.